# Sito rupestre di Santo Stefano (Oschiri)
Il sito rupestre di Santo Stefano è caratterizzato da una diffusa presenza di domus de janas, incisioni su roccia, resti di un nuraghe e, di maggior interesse, ciò che viene impropriamente definito "altare", ovvero una parete di roccia granitica nella quale sono state scolpite in epoca non ancora accertata delle nicchie geometriche in maggioranza triangolari e quadrangolari, ma qualcuna anche circolare, distribuite in sequenza. 
Il sito si trova nel territorio del comune di Oschiri, in provincia della Gallura Nord-Est Sardegna a circa due chilometri a nord dal paese. Raffrontata all'altare si trova la chiesa di Santo Stefano.
Queste emergenze archeologiche sono racchiuse in un arco temporale che va dal Neolitico recente ad una età post-medievale. La funzione dell'altare non risulta tuttora chiara a causa dell'assenza di sistematiche indagini archeologiche mentre è stata decifrata l'epigrafe (in passato considerata d'età bizantina e persino nuragica!) incisa in un blocco inserito in un fianco della chiesa: il testo, in logudorese del XV sec., documenta dei lavori fatti eseguire dal massaro dell'edificio (tale Lorettu) e conclusi il 6 maggio 1492.

## La roccia istoriata
Ciò che rende caratteristico e speciale il sito archeologico è la presenza di una grossa pietra granitica della lunghezza di circa 10 metri, definita impropriamente altare per via della posizione frontale rispetto alla chiesa, ma per la quale non è ancora stato possibile inquadrarne la funzione storica, data l'assenza di alcuna indagine archeologica. Esso presenta una serie di incavi di differenti forme: nella parte inferiore della roccia si trovano dodici incavi triangolari e quadrati; in quella superiore invece nove incavi triangolari, quadrati e uno rotondo. 

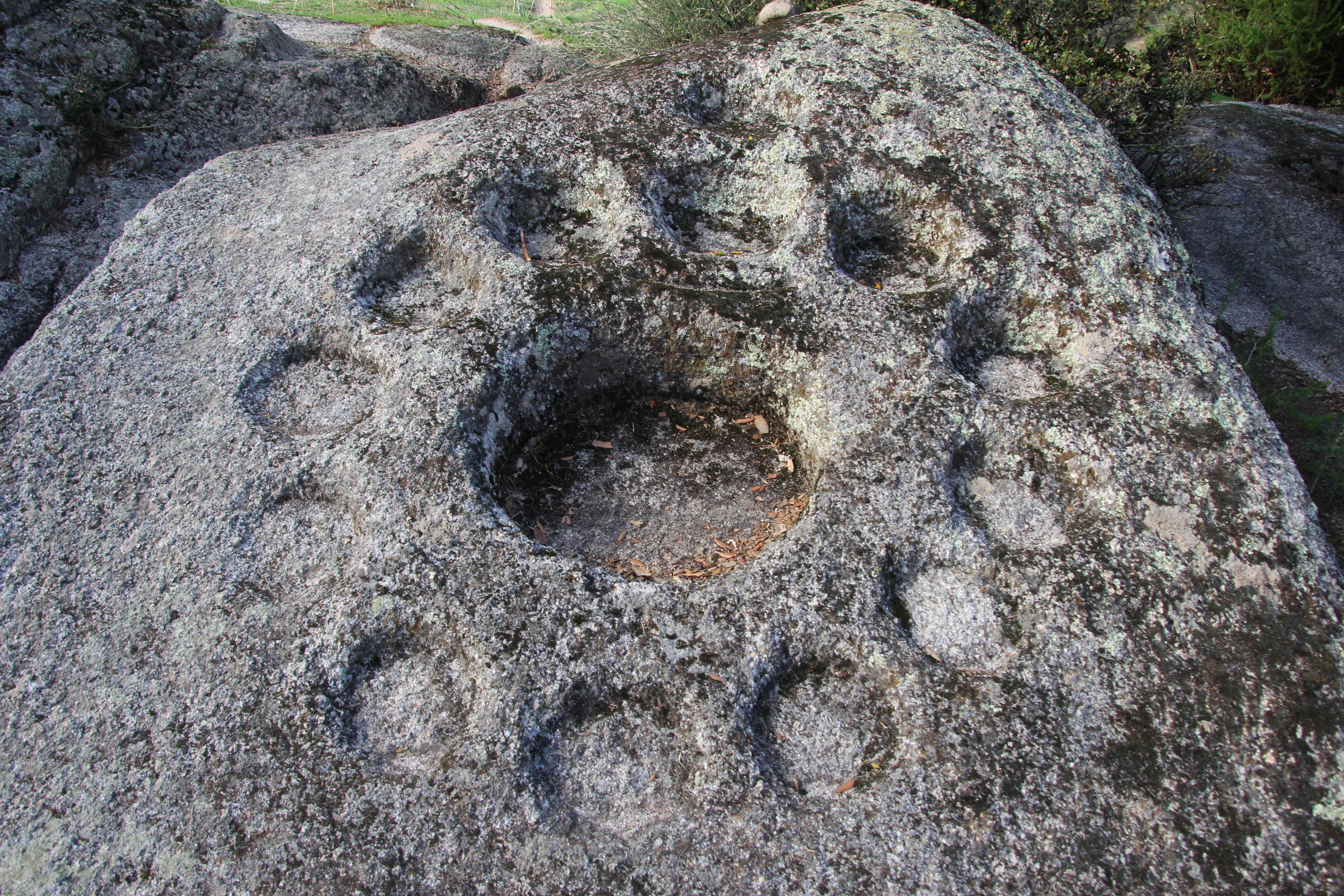
particolare

Alla destra del bancone di roccia sono presenti una serie di coppelle disposte in cerchio in numero di dodici circolari racchiudenti una coppella centrale più grande, il tutto sormontato da una tredicesima coppella posta esattamente in corrispondenza del nord. Ancora più a destra una nicchia orizzontale perfettamente rettangolare è coronata da una serie di nove coppelle del diametro di circa 5-10 cm. ciascuna. A sinistra del bancone si trova un'altra roccia che riporta ancora due nicchie triangolari e un piano orizzontale che, si pensa, sia stato utilizzato o per la deposizione di offerte votive o per espletare il rito dell'incubazione, anche se tutto ciò rimane molto aleatorio.
Tali incisioni su roccia sono disseminate in tutto il sito e alcune delle figure geometriche rappresentate risultano essere cristianizzate dalla giustapposizione della croce. In altri casi la croce invece è da datarsi allo stesso periodo dell'altare.

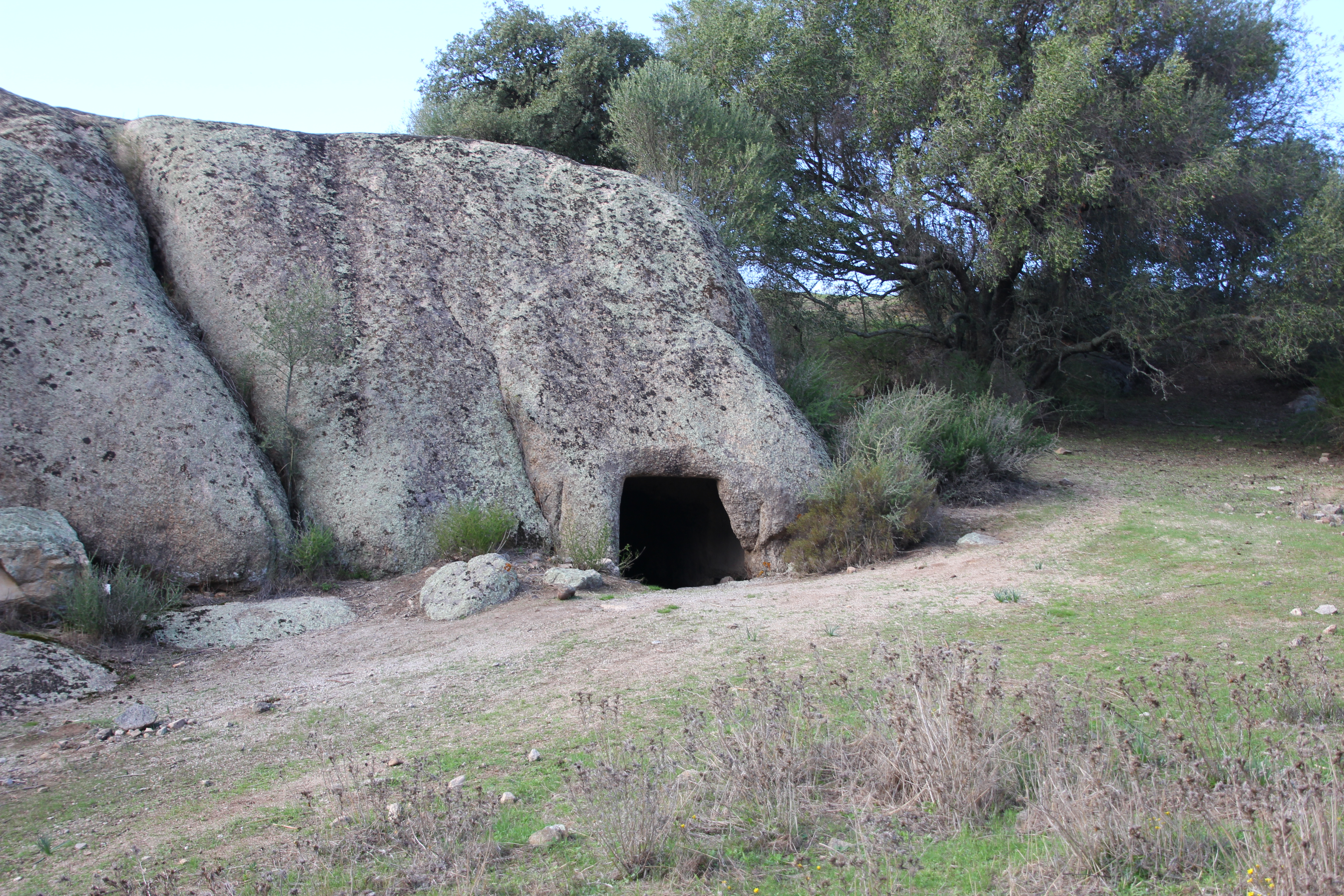
una domus de janas

## La necropoli
L'area è caratterizzata anche dalla presenza di una necropoli ipogeica, presente in numero di cinque, forse sei domus de janas, datate al Neolitico (cultura di Ozieri, 3500-2700 a.C.)

## Galleria d'immagini

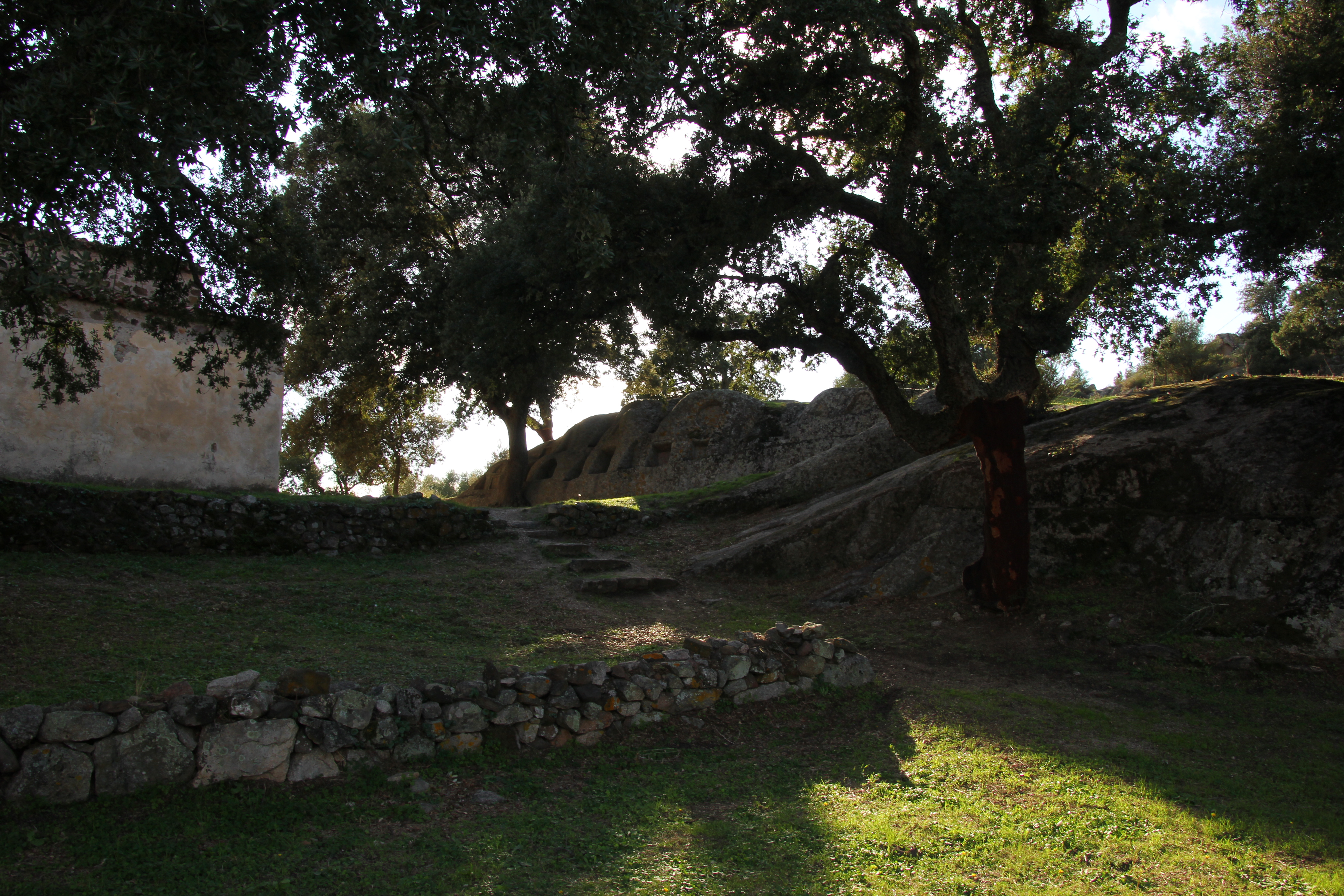
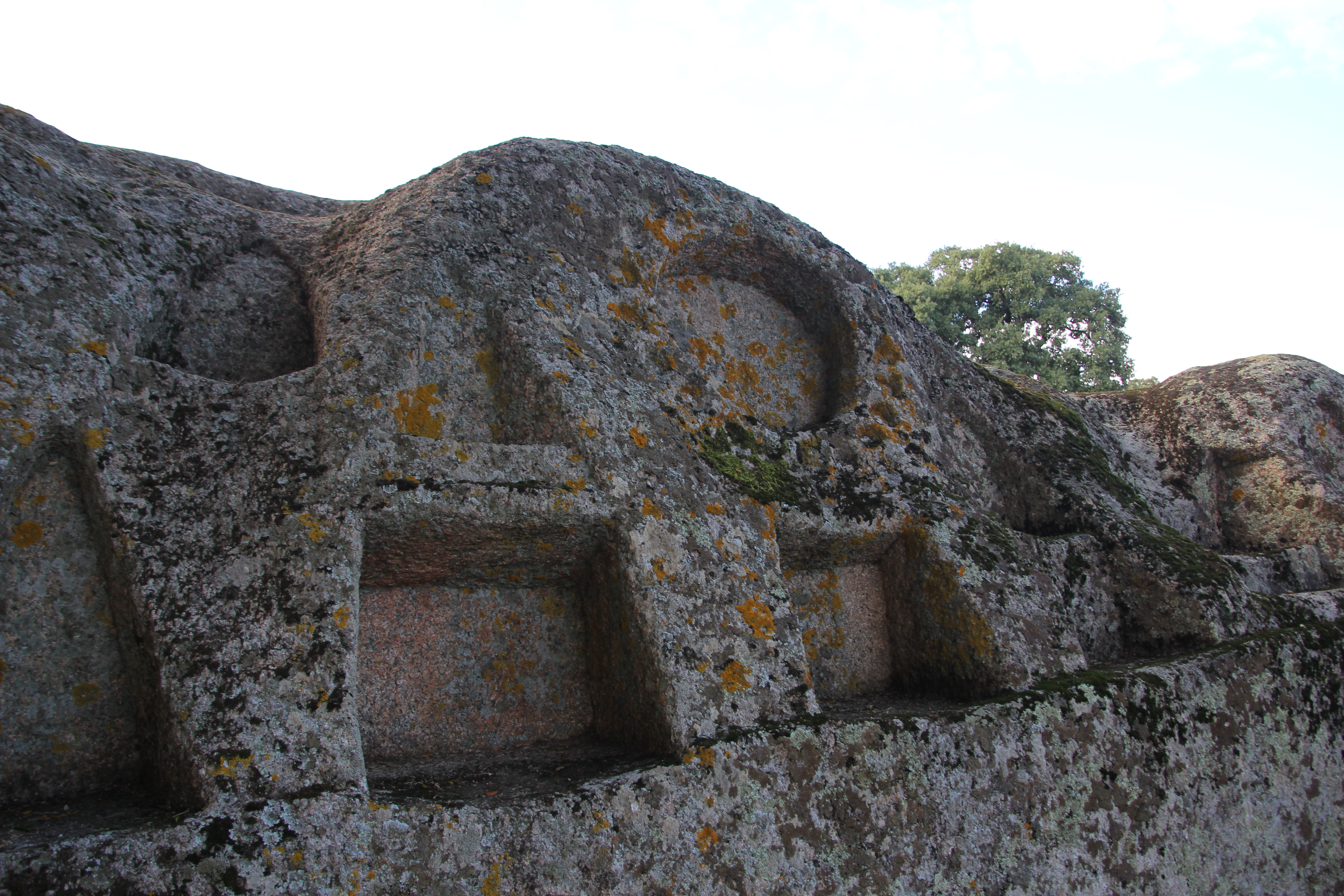
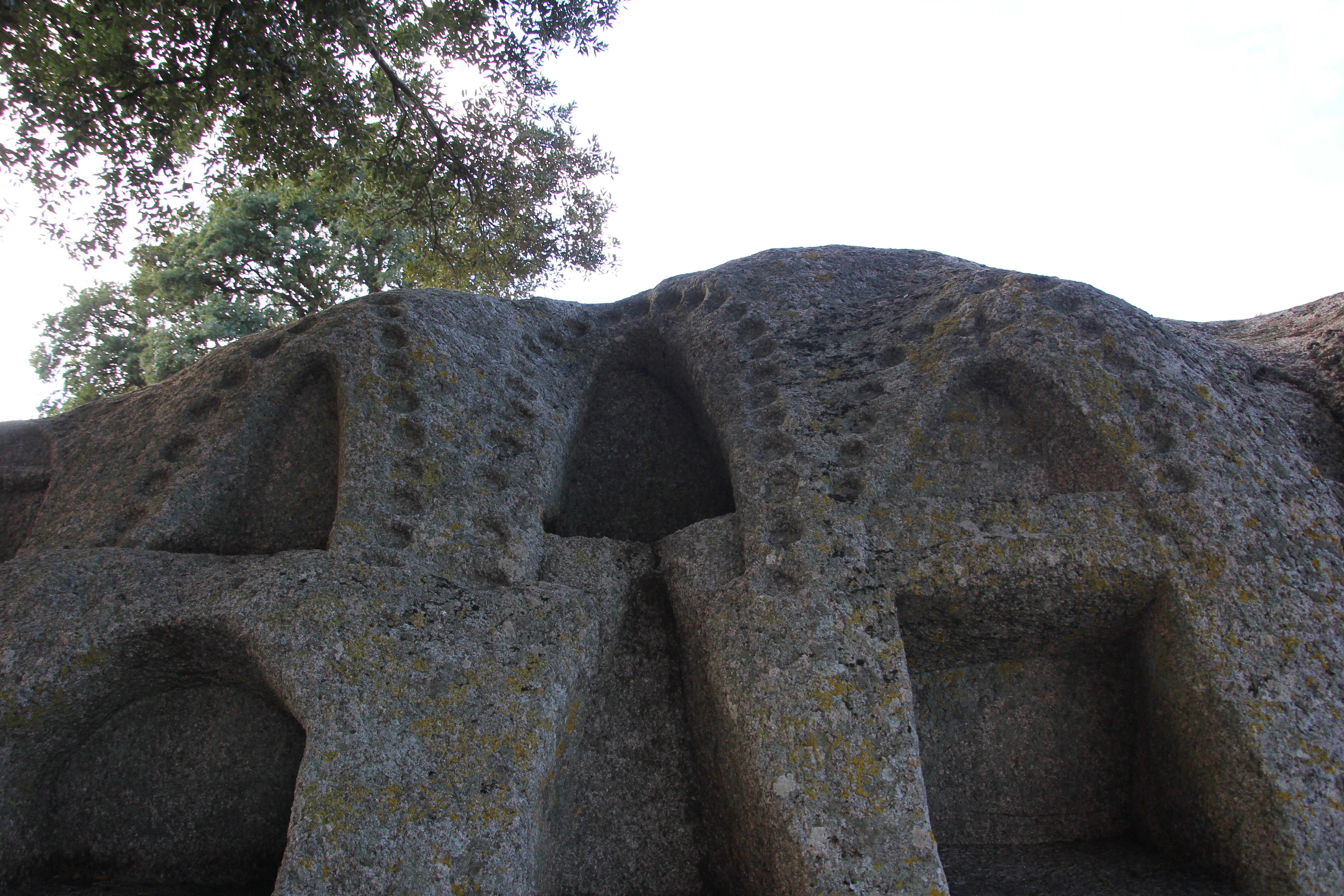
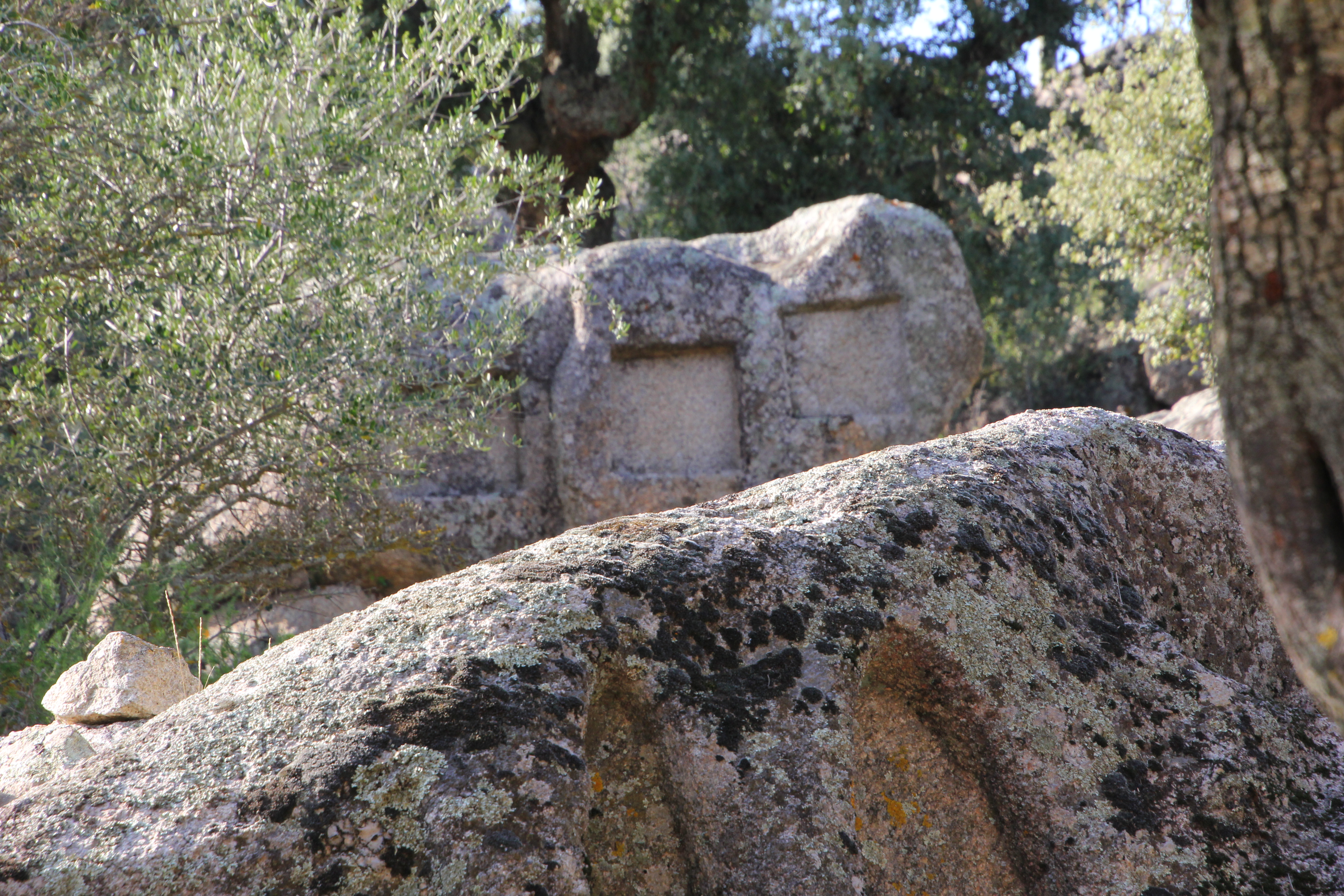